# Tour de Bois-Ruffin
La tour de Bois-Ruffin est un édifice fortifié situé sur l'ancienne commune française d'Arrou, aujourd'hui commune déléguée de Vald'Yerre dans le département d'Eure-et-Loir, en région Centre-Val de Loire. Elle est implantée entre Arrou et le Gault-du-Perche, en bordure de la route départementale 111.

## Description
La forteresse de Bois-Ruffin, classée monument historique en 1924, succède à un château plus ancien, élevé contre les invasions normandes. En effet, le site était déjà fortifié au XIIe siècle.
Le château est divisé en deux parties bien distinctes : la basse cour et le noyau fortifié. La basse cour était à l'origine protégée par une palissade. Aujourd'hui, on y accède par un pont. Les bâtiments de la basse cour ont peu d'intérêt, à l'exception de ruines d'une chapelle du XVIIe siècle.
Quant au noyau fortifié, il est séparé de la basse cour par un fossé rempli d'eau. Il est composé de deux étages. Au centre du noyau se trouve un donjon de 19 mètres qui présente quatre niveaux. Les planchers et les escaliers de l'intérieur ont aujourd'hui disparu.

## Historique
Dès le Ve siècle, le nom de Bois Ruffin fait son apparition. Clotilde, femme de Clovis aurait alors fait don de ces terres à des moines de Chartres. Au XIIIe siècle, le plateau appartient aux seigneurs du Perche-Gouët, avant d'être cédé aux seigneurs de la Bruyère, qui construiront le château au XIIIe siècle. La forteresse de Bois-Ruffin est une propriété privée construite entre 1240 et 1250 par Nicolas III de la Bruyère. La famille la Bruyère possédera la propriété jusqu'à la mort de leur dernière représentante, Jeanne, vers 1400.
C'est alors la guerre de Cent Ans. La forteresse de Bois-Ruffin va être assiégée par les Bourguignons et finalement prise en 1417. Elle sera récupérée par les Français en 1421. C'est ensuite la famille d'Avaugour qui garde Bois-Ruffin jusqu'au XVIe siècle.
Au XVIIe siècle, François de Montmorency-Fosseux récupère définitivement le château. Cependant, ce dernier est trop délabré pour être habitable même si le fils de François, Léon, y fait construire une chapelle.
En 1792, Anne Léon II de Montmorency-Fosseux s'exile. Ses biens sont confisqués et vendus en 1794. La forteresse et ses terres sont rachetées en 1866 par la marquise de Gontaut-Biron. En 1922, Bois-Ruffin est racheté par un fermier des environs.
La tour de Bois-Ruffin et ses ouvrages avancés (en ruines) sont classés au titre des monuments historiques par arrêté du 24 décembre 1924.
En 2018, la commune nouvelle d'Arrou rachète, pour un euro symbolique, le domaine à Marie-Laure Simon, petite-nièce d’Henri Lecomte, maire de Courtalain de 1920 à 1925 qui avait acheté le site en 1934.
La chapelle, la petite écurie, le logis, le puits et les parties non bâties (talus, fossés, sols situés au lieu-dit « Bois-Ruffin » à Arrou) sont inscrits au titre des monuments historiques par arrêté du 6 décembre 2024.